# Arxiu Comarcal del Vallès Occidental
L'Arxiu Comarcal del Vallès Occidental (ACVOC) fou creat el 1982 pel Departament de Cultura de la Generalitat de Catalunya i l'Ajuntament de Terrassa amb la denominació d' Arxiu Històric Comarcal de Terrassa a partir dels fons documentals de l'Arxiu Històric de Terrassa, creat el 1932. Forma part de la Xarxa d'Arxius Comarcals (XAC) i del Sistema d'Arxius de Catalunya (SAC).

## Història
El 26 d'abril de 1982 se signà el conveni de creació de l'arxiu, que rebé llavors el nom d'Arxiu Històric Comarcal de Terrassa (AHCT), encara amb seu a la Biblioteca Municipal Soler i Palet. Des de l'any 1995 fins al juny del 2014 va estar situat al carrer del Pantà de la ciutat egarenca. La seva constitució va representar la institucionalització de l'Arxiu Històric de Terrassa, accessible al públic des de 1939 com a secció de la Biblioteca Municipal Soler i Palet. Aquest Arxiu Històric comprenia els fons municipals més antics, d'època medieval i moderna, que havien quedat guardats a la Torre del Palau juntament amb el fons notarial i de la batllia de Terrassa. Des de 2014, l'Arxiu va ser traslladat a un nou i modern edifici, obra de l'arquitecta Isabel Rodon. Inaugurat el 9 de juny, l'actual arxiu disposa d'una superfície de 3.800 m2 amb la finalitat de preservar, conservar, tractar i difondre el patrimoni documental d'àmbit local i comarcal. A més, també desenvolupa una important funció d'agent cultural i social al servei de Terrassa i del Vallès Occidental.

## Quadre de Fons
Conserva el patrimoni documental de la ciutat de Terrassa i de la comarca, estructurat en 315 fons documentals amb un volum de 5.505 metres lineals organitzats segons la seva procedència: autonòmica; local; reial i senyorial; notarial; judicial; registral; institucional; religiosa; associativa; comercial; patrimonial; familiar, i personal. Malgrat que tots els fons documentals presenten el seu interès, cal destacar per la seva antiguitat i integritat, la secció històrica de protocols notarials (1237-1916); la Batllia Reial de Terrassa (1294 – 1819); la Vegueria del Vallès (1338-1585); l'Ajuntament de Terrassa (1338 – 2008); el Jutjat de Primera Instància de Terrassa (1820-1928); així com nombrosos fons patrimonials, personals, comercials i d'associacions.

## Documents destacats

### Llibre de privilegis de la vila i terme de Terrassa

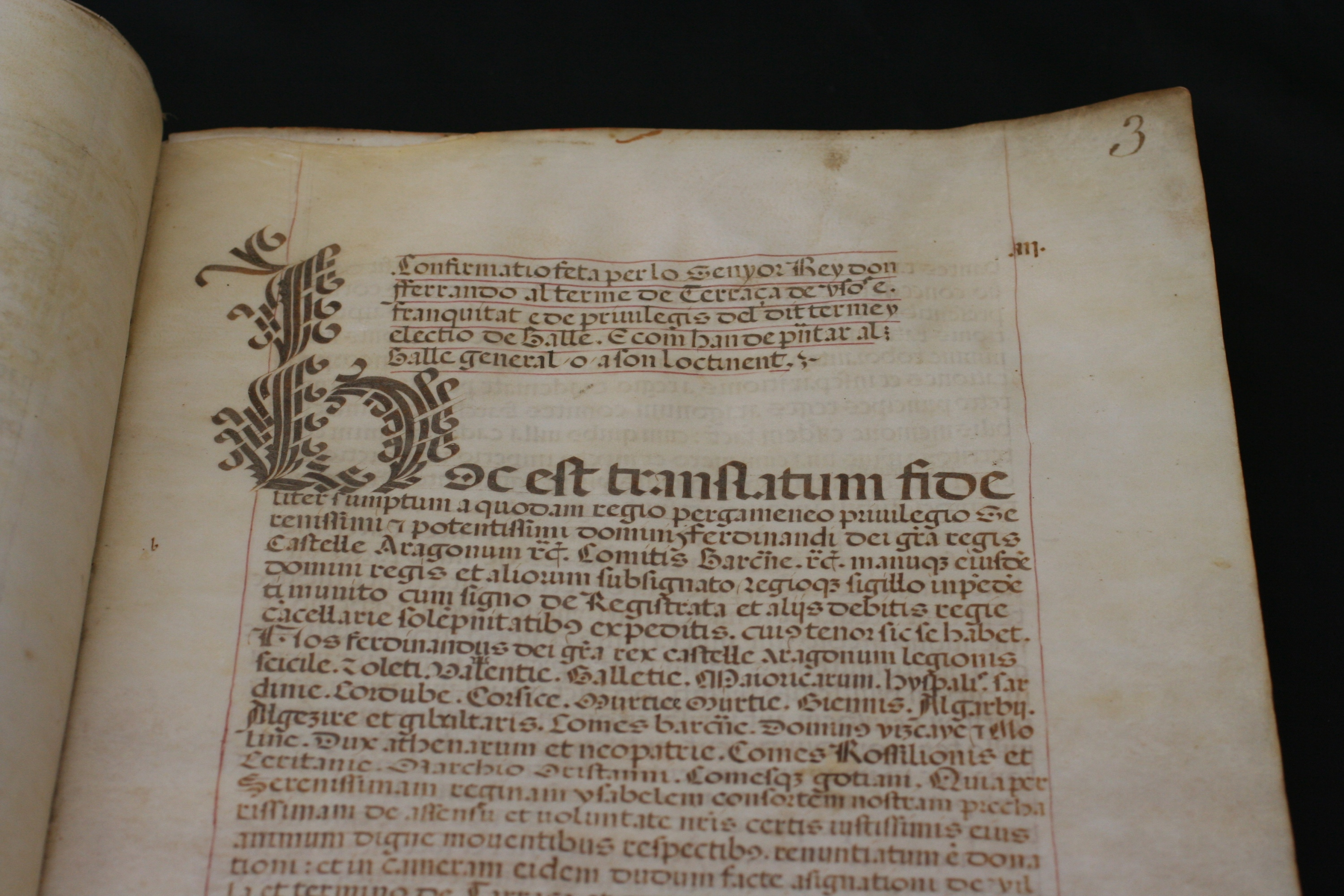
Llibre de privilegis de la vila i terme de Terrassa (1288-1652)

El "Llibre de privilegis de la vila i el terme de Terrassa" és un llibre amb fulls de pergamí on es van escriure còpies autèntiques dels principals documents institucionals (anomenats llavors privilegis) concedits a la vila de Terrassa entre els segles XIII i XVII. El cos principal del llibre comprèn 28 documents en forma de trasllats, a més de quatre documents originals escrits sobre paper i relligats en el mateix llibre, i alguns textos secundaris. Els privilegis fan referència al règim municipal, la vinculació de la vila al comtat de Barcelona i la Corona d'Aragó, les franqueses locals, la fira anual i el mercat setmanal, la batllia reial, les finances, la presó del terme, les capitulacions de 1472 al final de la Guerra Civil, la creació de la Universitat Forana de Terrassa i alguns altres assumptes.
La imatge reproduïda correspon a l'encapçalament del privilegi concedit pel rei Ferran II d'Aragó pel qual confirma els privilegis d'unió de la vila i el terme de Terrassa a la corona reial atorgats pels seus antecessors, i renova ensems el privilegi de presentació de tres persones per al nomenament del batlle reial de la vila.

### Capbreu primer de Bertran acòlit, notari de Terrassa

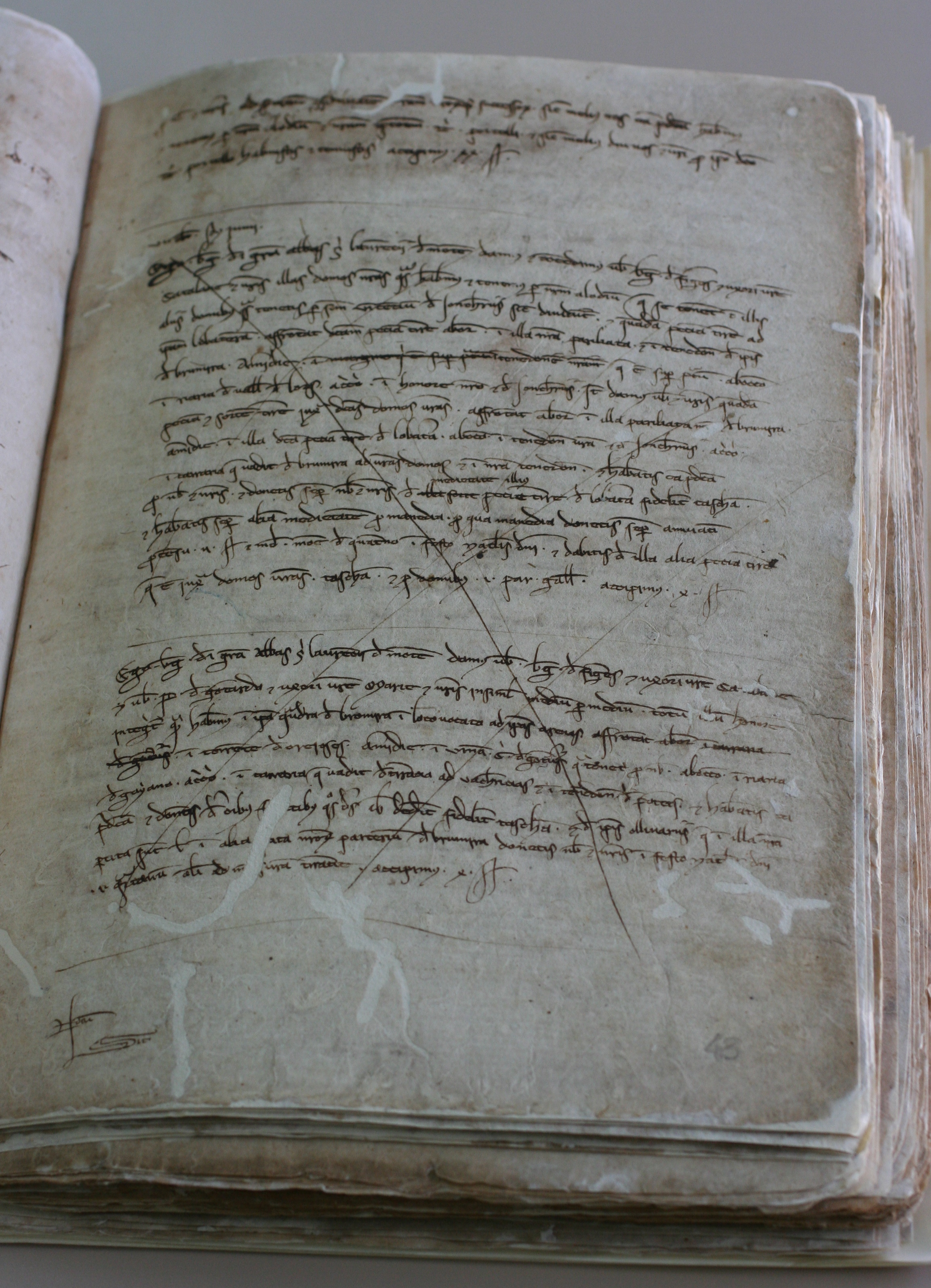
Capbreu primer de Bertran acòlit, notari de Terrassa (1237-1242)

El Capbreu primer de Bertran acòlit, de 1237-1242, és el primer protocol notarial de Terrassa i un dels més antics que es conserven a Catalunya. La notaria de Terrassa fou instaurada vers 1236 pel rei Jaume I i el monestir de Santa Maria d'Ègara hi obtingué un domini intermedi com a compensació dels seus drets tradicionals sobre l'expedició de documents al terme de Terrassa. El llibre es conserva sencer, amb 123 folis, però havia perdut la coberta de pergamí i fou restaurat el 2000.
Les notes que conté presenten les característiques pròpies de l'època, són succintes i només recullen les dades específiques dels instruments notarials. Els tipus documentals que s'hi troben són debitoris, àpoques, concòrdies sobre deutes, donacions "propter nuptias", testaments, transaccions econòmiques, establiments emfitèutics, comandes de béns de patrimoni reial, compravendes, absolucions judicials, manumissions, convinences, compromisos de fidelitat o de prestació de serveis, nomenament de càrrecs, contractes d'aprenentatge, llicències de residència, procuracions, fermes de drets i alguns altres.
El llibre ha estat publicat per la Fundació Noguera de Barcelona amb el títol de "Capbreu primer de Bertran acòlit, notari de Terrassa", Barcelona, 1992 (Acta notariorum Cataloniae, vols. 2-3). La pàgina reproduïda (f. 43 r) conté notes de cessió de béns agraris sotmesos a pagament de tasca i censos, atorgades per l'abat Berenguer de Sant Llorenç del Munt el 7 de juny de 1238.

### Plànol de l'heretat de Francesc Parellada i el seu entorn, al terme de Terrassa

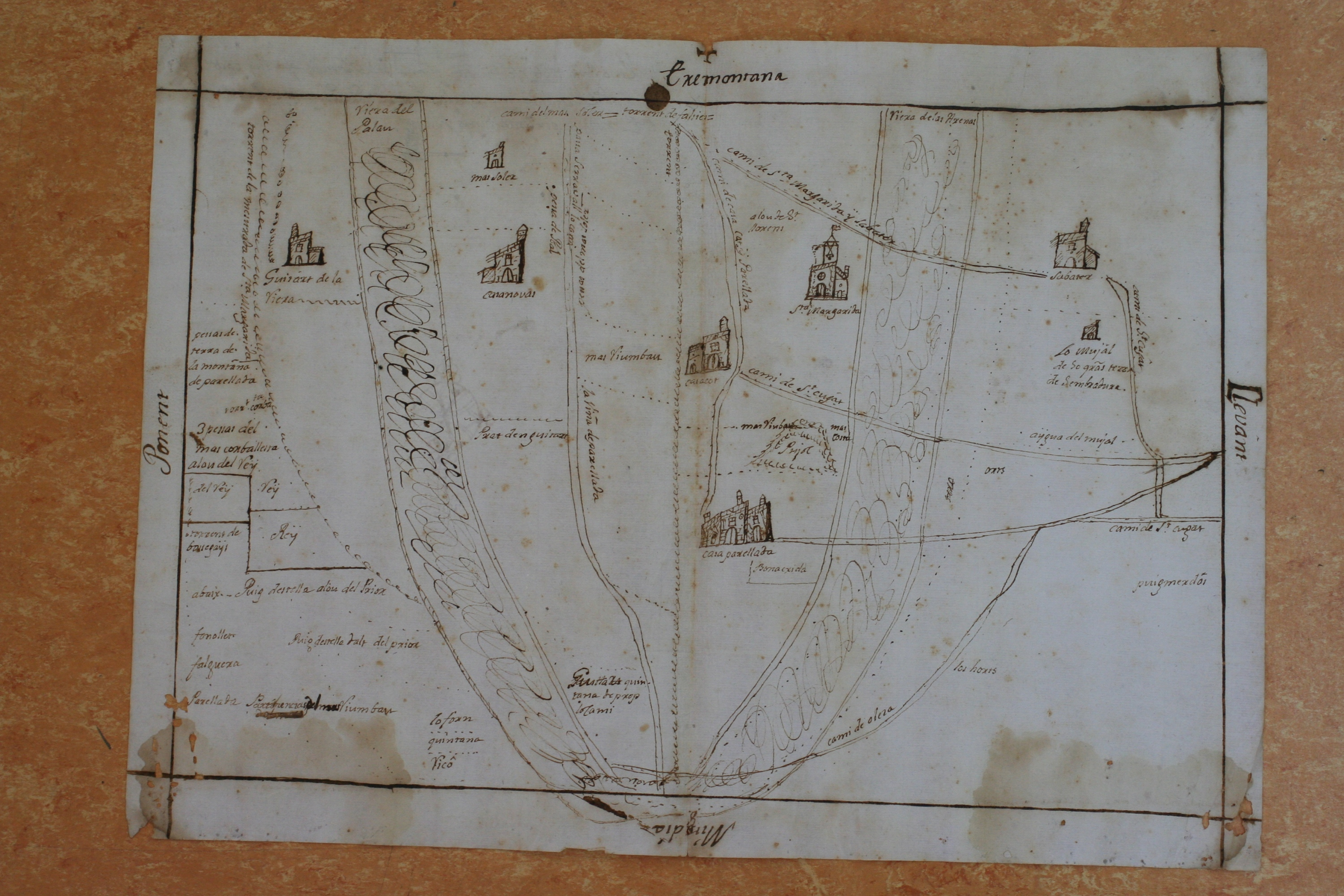
Plànol de l'heretat de Francesc Parellada i el seu entorn, al terme de Terrassa

Plànol de l'heretat de Francesc Parellada, pagès de la parròquia de Sant Pere, part forana de Terrassa, fet per Joan Surís el 1766. El mas Parellada era propietat alodial del monestir de Sant Cugat del Vallès i comprenia un territori extens que depenia de diverses institucions eclesiàstiques, del castlà de Terrassa i de la casa de Sentmenat. Aquest territori incloïa els masos Parellada, Boneixida, Riambau i Soler. El fons d'arxiu de la casa (1542-1896) fou donat a la ciutat de Terrassa pels hereus de la família Parellada l'any 2000 i es conserva en aquest arxiu comarcal. El plànol té un gran interès històric com a testimoni de masos, camins, rieres, parcel·les i elements d'economia agrària de l'època, amb esment de dominis alodials del rei, del prior de Terrassa i d'altres institucions.

### Tovalló de paper signat per literats i fotografia d'Agustí Bartra i Anna Murià a l'Havana

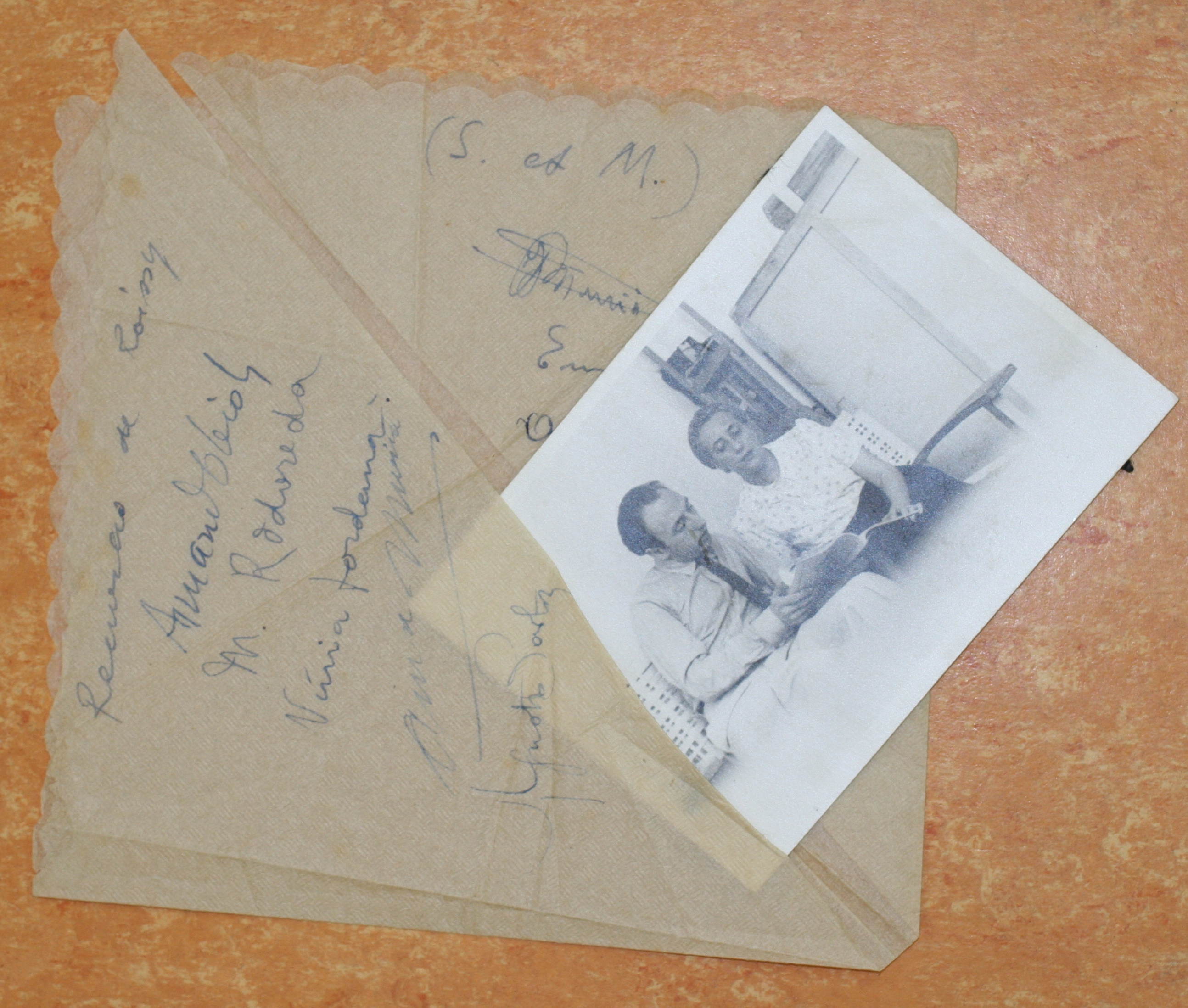
Tovalló de paper signat per literats i fotografia d'Agustí Bartra i Anna Murià a l'Havana

Tovalló de paper on Anna Murià recollí les signatures autògrafes d'alguns escriptors exiliats que es refugiaren al castell de Roissy-en-Brie, a prop de París, el 1939. El lloc tenia un significat especial per a Anna Murià, perquè hi va conèixer Agustí Bartra, amb qui continuà l'exili fins que s'instal·laren a Mèxic. A la foto annexa hi apareixen Agustí i Anna i fou feta a l'Havana, el 1941, una fita més del seu itinerari d'exili.
Aquests documents formen part del fons Bartra-Murià (1904-1999), que fou donat a la ciutat de Terrassa en dues parts, els anys 1983 i 1999. El fons conté documentació personal i literària del poeta Agustí Bartra i Lleonart (1908-1982) i de la seva muller, també escriptora, Anna Murià i Romaní (1904-2002). Hi destaquen els manuscrits originals de les obres, les notes literàries, la correspondència i l'arxiu fotogràfic. També s'hi conserven reculls de premsa, documentació de distincions honorífiques, d'activitats sobre l'obra de Bartra, biogràfica, audiovisual, etc.

### Llibre d'actes del Consell Administratiu i revistes de l'empresa SAPHIL

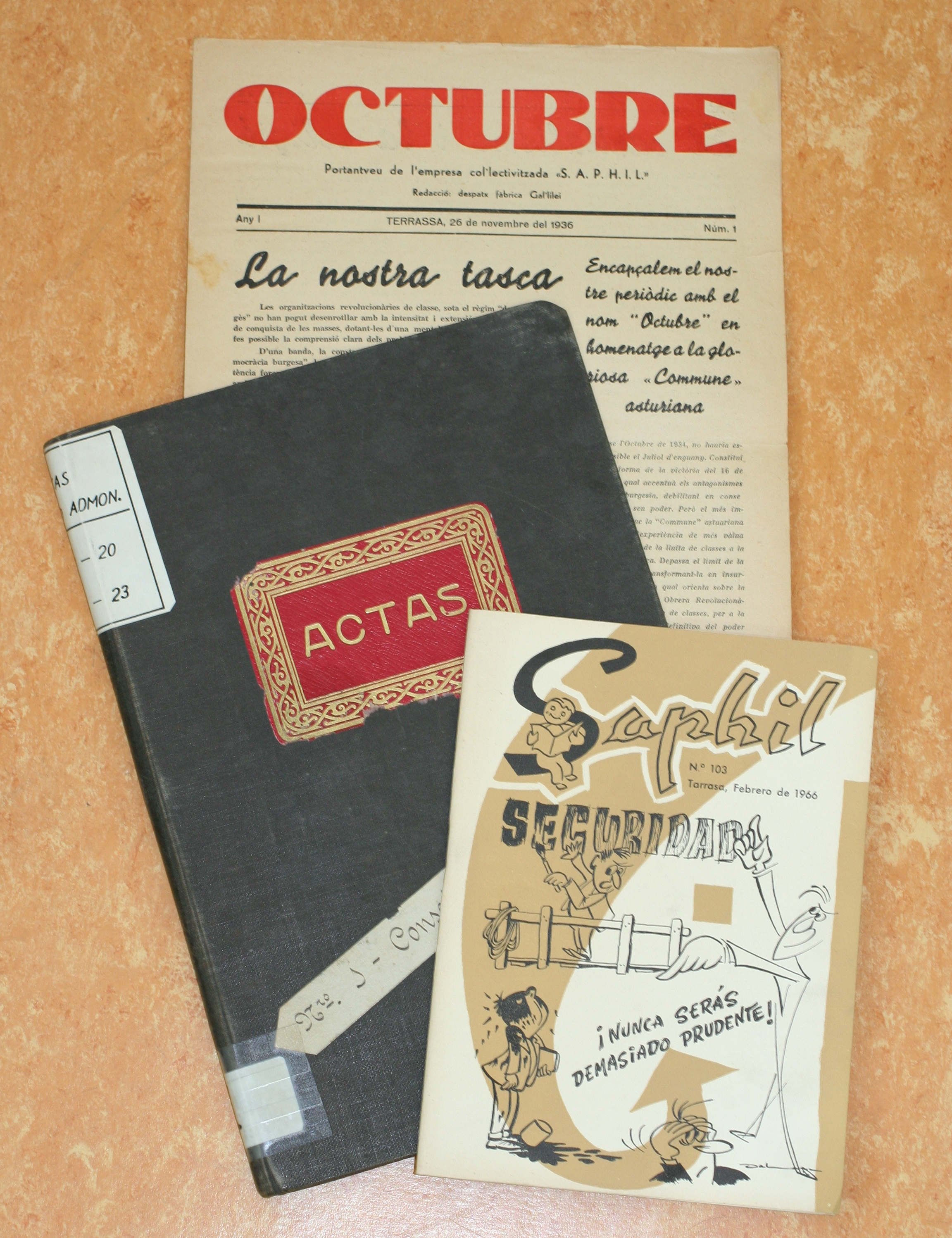
Llibre d'actes del Consell d'Administració de l'empresa SAPHIL (1920-1923). Revista de l'empresa col·lectivitzada "Octubre", núm. 1 (26 novembre 1936). Revista "Saphil", núm. 103 (febrer 1966)

Documents de l'empresa Sociedad Anónima de Peinaje e Hilatura de Lana (SAPHIL), fundada a Terrassa el 1919 com a resultat de la fusió de quatre empreses de filatura d'estam. Coneguda porpularment com "l'Anònima", l'empresa es dedicà a la manufactura de llana, des de la compra en brut fins a la venda de filatura. El 1920 fundà un centre de producció a Ripoll. Als anys 30 l'empresa tenia uns mil treballadors a Terrassa i 340 a Ripoll. El 1936 foren assassinats Francesc Salvans i Armengol, president de SAPHIL i el seu fill Joan Salvans i Piera, i el gerent de l'empresa Amadeu Torrens fou trobat mort en circumstàncies estranyes. L'empresa es col·lectivitzà, com quasi totes les de Terrassa, i tornà als seus propietaris al final de la guerra civil. Als anys 50 patí una forta crisi per l'intervencionisme estatal, però continuà modernitzant i reorganitzant la seva estructura fins al final dels 60, en què comença a patir la crisi general del sector tèxtil i anà reduint la seva activitat fins a tancar el 1990. El fons és força íntegre i ingressà a l'Arxiu el 16 de juny de 1992.
Els documents reproduïts són un llibre d'actes del Consell d'Administració (1920-1923) i dues revistes de l'empresa de 1936 i 1966.